# Josef Altin
Josef Altin, nato Yusuf Altın (IPA: [juˈsuf ɑlˈtɯn]) (Londra, 12 febbraio 1983), è un attore britannico.
Nato a Londra da genitori turchi, ha iniziato la sua carriera di attore nel 1999 e da allora ha ricoperto numerosi ruoli in film e serie televisive soprattutto britanniche. È noto per aver interpretato il personaggio di Pypar nella serie HBO Il Trono di Spade (Game of Thrones).

## Filmografia

### Cinema
- Esther Kahn, regia di Arnaud Desplechin (2000)
- Piccoli affari sporchi (Dirty Pretty Things), regia di Stephen Frears (2002)
- Gypo, regia di Jan Dunn (2005)
- Stoned, regia di Stephen Woolley (2005)
- La promessa dell'assassino (Eastern Promises), regia di David Cronenberg (2007)
- Boy A, regia di John Crowley (2007)
- Ruby Blue, regia di Jan Dunn (2007)
- The Young Victoria, regia di Jean-Marc Vallée (2008)
- Albatross, regia di Niall MacCormick (2011)
- Comes a Bright Day, regia di Simon Aboud (2012)
- Now Is Good, regia di Ol Parker (2012)
- Les Misérables, regia di Tom Hooper (2012)
- Redemption - Identità nascoste (Hummingbird), regia di Steven Knight (2013)
- Vendetta, regia di Stephen Reynolds (2013)
- Non buttiamoci giù (A Long Way Down), regia di Pascal Chaumeil (2014)
- The Hooligan Factory, regia di Pascal Chaumeil (2014)
- Child 44 - Il bambino n. 44 (Child 44), regia di Daniel Espinosa (2015)
- Narcopolis, regia di Justin Trefgarne (2015)
- Tomb Raider, regia di Roar Uthaug (2018)

### Televisione
- Psychos – miniserie TV, 1 episodio (1999)
- Babyfather – serie TV, 1 episodio (2002)
- Blackpool – serie TV, 1 episodio (2004)
- Metropolitan Police (The Bill) – serie TV, 7 episodi (2004-2009)
- La legge di Murphy (Murphy's Law) – serie TV, 1 episodio (2005)
- The Golden Hour – serie TV, 1 episodio (2005)
- Peep Show – serie TV, 1 episodio (2005)
- Doctors – serie TV, 1 episodio (2006)
- Soundproof, regia di Edmund Coulthard – film TV (2006)
- Coming Up – serie TV, 1 episodio (2006)
- Robin Hood – serie TV, 1 episodio (2006)
- Pulling – serie TV, 1 episodio (2006)
- Casualty – serie TV, 3 episodi (2006-2009)
- Little Miss Jocelyn – serie TV, 2 episodi (2008)
- West 10 LDN, regia di Menhaj Huda – film TV (2008)
- 10 Days to War – serie TV, 1 episodio (2008)
- Poppy Shakespeare, regia di Benjamin Ross – film TV (2008)
- New Tricks - Nuove tracce per vecchie volpi (New Tricks) – serie TV, 1 episodio (2008)
- God on Trial, regia di Andy De Emmony – film TV (2008)
- No Heroics – serie TV, 1 episodio (2008)
- M.I. High - Scuola di spie (M.I. High) – serie TV, 1 episodio (2009)
- Being Human – serie TV, 2 episodi (2009)
- Misfits – serie TV, 2 episodi (2009-2011)
- Beautiful People – serie TV, 1 episodio (2009)
- Law & Order: UK – serie TV, 1 episodio (2010)
- Reggie Perrin – serie TV, 1 episodio (2010)
- Him & Her – serie TV, 3 episodi (2011-2012)
- A Mother's Son – miniserie TV, 2 episodi (2012)
- Il Trono di Spade (Game of Thrones) – serie TV, 13 episodi (2011-2014)
- Testimoni silenziosi (Silent Witness) – serie TV, 1 episodio (2013)
- Holby City – serie TV, 1 episodio (2013)
- Southcliffe – miniserie TV, 1 episodio (2013)
- By Any Means – serie TV, 1 episodio (2013)
- New Worlds – miniserie TV, 1 episodio (2014)
- Atlantis – serie TV, 1 episodio (2014)
- London Spy – miniserie TV, 2 episodi (2015)
- River – serie TV, 3 episodi (2015)
- The Aliens – serie TV, 1 episodio (2016)
- Peaky Blinders – serie TV, 1 episodio (2016)
- Marcella – serie TV, 1 episodio (2016)
- The Hollow Crown – serie TV, 1 episodio (2016)
- Unforgotten – serie TV, 5 episodi (2017)
- Chewing Gum – serie TV, 2 episodi (2017)
- Harlots – serie TV, 11 episodi (2017-2018)
- L'alienista (The Alienist) – serie TV, 4 episodi (2018)

## Doppiatori italiani
- Luca Mannocci in Il Trono di Spade